# Fallen (film 2016)
Fallen è un film del 2016 diretto da Scott Hicks, tratto dall'omonimo romanzo scritto da Lauren Kate.

## Trama
Lucinda è una diciassettenne che vive una vita apparentemente normale fino a quando non viene accusata di un crimine che non ha commesso. Viene rinchiusa alla Sword & Cross, un misterioso riformatorio dove incontrerà Daniel, ragazzo enigmatico di una “bellezza sconvolgente”; egli inizialmente sarà scostante, anche un po' antipatico nei suoi confronti, fino a quando non le rivelerà la verità. Il ragazzo è in realtà un angelo caduto, condannato a innamorarsi di lei ogni 17 anni, solo per vederla morire dopo ogni volta che l'avrà baciata, ma questa volta le cose sono cambiate e Luce dovrà fare di tutto per permettere a questo amore di essere vissuto.

## Produzione
Jeremy Irvine ha preso parte al film dopo aver rifiutato i ruoli di Peeta Mellark in Hunger Games e di Tobias Eaton in Divergent.

## Distribuzione
Il lungometraggio è uscito nel sud-est asiatico il 10 novembre 2016 mentre nelle sale statunitense ha debuttato il 22 settembre 2017.
Il film è uscito nelle sale italiane il 26 gennaio 2017 distribuito dalla M2 Pictures.